# Sarah Kyolaba
Sarah Kyolaba Tatu Namutebi Amin (anhörenⓘ), besser bekannt unter ihrem Pseudonym „Suicide Sarah“ (* 1955 in Kampala; † 11. Juni 2015 in London), war eine ugandische Tänzerin, Model, Friseurin sowie die fünfte und letzte Ehefrau des ugandischen Präsidenten bzw. Diktators Idi Amin. Als solche war sie vom 2. August 1975 bis zum 11. April 1979 First Lady Ugandas.                                                                                          

## Leben und Wirken
Sarah Kyolaba wurde 1955 im Mulago Hospital in Kampala, Uganda, als Tochter von Haji Kamadi und Aisha Nsubuga geboren. Kyolaba lernte Idi Amin kennen, als sie als 19-jährige Go-go-Tänzerin in der sogenannten Revolutionary Suicide Mechanised Regiment Band der Streitkräfte Ugandas war. Das führte zu ihrem Spitznamen „Suicide Sarah“. Das Paar heiratete 1975 in Kampala in einer Zeremonie, bei der Jassir Arafat der Trauzeuge war. Das Hochzeitsbankett soll umgerechnet 2 Millionen Pfund gekostet haben. Kyolaba soll Amins „Lieblingsfrau“ gewesen sein. Am 25. Dezember 1974 hatte sie ein Kind zur Welt gebracht. Idi Amin ließ das Kind im Fernsehen als sein eigenes verkünden, wobei der wahre Vater bald verschwand. Sarah Kyolaba ging mit Amin, als dieser 1979 gezwungen war Uganda zu verlassen, zunächst nach Libyen und dann nach Saudi-Arabien, wo sie sich schließlich in Dschidda niederließen. Sie trennte sich 1982 von Amin. Sie reiste mit Faisal Wangita, Amins Sohn, nach Deutschland und ließ ihre anderen drei Kinder zurück. In Deutschland beantragte sie Asyl und arbeitete als Dessous-Model, bevor sie nach London zog. Nach Amins Tod in Dschidda im Jahr 2003 nannte Kyolaba ihn einen „wahren afrikanischen Helden“ und einen „wunderbaren Vater“ und fügte hinzu, dass er ein ganz normaler Mensch war, kein Monster. „Er war ein fröhlicher Mensch, sehr unterhaltsam und freundlich“. Kurz vor ihrem Tod betrieb sie einen Friseursalon in Tottenham im Norden Londons und wohnte in der Nähe in Palmers Green. Sie starb am 11. Juni 2015 im Londoner Royal Free Hospital an Krebs. 
Ihr damals 25 Jahre alter Sohn Faisal Wangita, dessen Vater Idi Amin war, wurde 2007 in London wegen Mordes verurteilt.